# Шараповский сельсовет (Нижегородская область)
Шараповский сельсовет — сельское поселение в составе Шатковского района Нижегородской области.
Административный центр — село Шарапово.

## История
Статус и границы сельского поселения установлены Законом Нижегородской области от 15 июня 2004 года № 60-З «О наделении муниципальных образований — городов, рабочих посёлков и сельсоветов Нижегородской области статусом городского, сельского поселения».

## Население
| 2002  | 2010  | 2012  | 2013  | 2014  | 2015  | 2016  |
| ----- | ----- | ----- | ----- | ----- | ----- | ----- |
| 1923  | ↘1624 | ↘1614 | ↘1595 | ↘1551 | ↘1509 | ↘1476 |
| 2017  | 2018  | 2019  | 2020  | 2021  |       |       |
| ↘1442 | ↘1406 | ↘1351 | ↘1305 | ↘1230 |       |       |

## Состав сельского поселения
| № | Населённый пункт | Тип населённого пункта       | Население |
| - | ---------------- | ---------------------------- | --------- |
| 1 | Анненково        | деревня                      | ↘3        |
| 2 | Выползово        | село                         | ↘237      |
| 3 | Свербино         | деревня                      | ↘92       |
| 4 | Чапары           | деревня                      | ↘304      |
| 5 | Шарапово         | село, административный центр | ↘720      |
| 6 | Языково          | село                         | ↘268      |